# 豊和銀行
株式会社豊和銀行（ほうわぎんこう、The Howa Bank, Ltd. ）は、大分県大分市に本店を置く第二地方銀行。

## 概要
1949年に設立され、看做無尽とされた大豊殖産無尽株式会社を発祥としている。後に商号を豊和相互銀行、豊和銀行と変更して現在に至る。
営業店舗は大分県の他に福岡県（福岡市・北九州市）と熊本県熊本市に構える。
2014年、金融庁は、金融機能強化法に基づく公的資金注入を決定し、公的資金注入行となった(#再生への道のりを参照)。

## 再生への道のり
2006年（平成18年）1月からの2カ月間に及ぶ金融庁検査により、大幅な赤字になることが明らかになり、この結果を受けて4月28日、金融庁から早期是正措置を受けた。同行は4月28日夕刻の会見で、2006年3月期決算の業績予想の下方修正を発表。不良債権処理は当初予想の2倍の184億円、赤字は約7倍の153億円に上ることを明らかにした。その結果自己資本比率は国内行基準の4％を大幅に割り込む2.2％となる（なお債務超過ではない）。この原因は、地元企業とりわけ建設業への貸出金割合が高かったことが影響したものといわれている。
これを受けて、福岡県に本店のある西日本シティ銀行（福岡市）から30億円の増資を受けるほか、日本生命などのほか、三和酒類、二階堂酒造、テレビ大分、学校法人文理学園、大分放送、大分合同新聞社など大分県内の企業等を対象として6百万株の第三者割当増資を2006年8月に実施。合わせて90億円の増資が完了した。責任の所在を明確にするとともに経営再建を図るため、同年9月22日の臨時株主総会をもって、水田敬明頭取（代表取締役）、中尾高専務の引責辞任、元整理回収機構（RCC）執行役員の梛原憲治顧問が新頭取に、RCC企業再生部元担当部長・武内雅生顧問が代表取締役専務に就いた。
9月8日、経営陣の法令順守とリスク管理の認識が希薄であることを理由に、金融庁から「業務改善命令」を受け、9月10月にコンプライアンス態勢の強化などを明記した「業務改善計画」を策定・公表した。また、10月「経営強化計画」を策定した。過去の経営姿勢への決別を示すため、2007年（平成19年）4月には旧取締役及び旧監査役8名に対して各自に対して20億円の支払い（連帯債務）を求める損害賠償請求訴訟を大分地方裁判所に起こした。また、2008年（平成20年）1～3月には元常務取締役に対して工事代金の水増し発注に対する刑事告訴及び損害賠償請求訴訟を提起した。
こうした経営改善が功を奏して2008年（平成20年）3月期決算では、当期純利益において4期ぶりの黒字決算となり、単体の自己資本比率は6.69％と国内行基準の4％は上回ったものの、資産の健全化による収益力の強化と一層の財務基盤の強化が求められている。
ただ、経営責任究明特別委員会の調査過程で本店営業部の30歳代男子行員による浮貸し行為を1998年（平成10年）に把握しながら当局への届出を怠っていた事案が判明し、2007年（平成19年）4月に公表した。加えて、業務改善に努めているさなか、2007年（平成19年）9月と10月に相次いで40代の営業担当の男子行員による着服の発覚という不祥事件が発生している。
2008年9月の中間期では、取引先の経営行き詰まりによる与信費用の増大に加え、サブプライムローン問題に端を発した金融不安から、有価証券の評価・売買損失の発生、投資信託等の販売減少による役務収益の減少により、12.7億円の経常損失、12億円の純損失を計上し、自己資本比率も5.46％と低下した（いずれも単体）。
2014年3月7日、金融機能の強化のための特別措置に関する法律第5条第1項の規定に基づき、金融庁が資本参入することが決定した。

## 沿革
- 1949年（昭和24年）12月22日 - 大豊殖産無尽株式会社として設立。
- 1953年（昭和28年）1月27日 -相互銀行法に基づき相互銀行に転換、株式会社豊和相互銀行に商号変更。
- 1977年（昭和52年）10月17日 - 第1次オンラインサービス開始。
- 1984年（昭和59年）11月5日 - 第2次オンラインサービス開始。
- 1989年（平成元年）2月1日 -　普通銀行に転換、株式会社豊和銀行に商号変更。
- 1990年（平成2年）12月12日 -　福岡証券取引所へ上場。
- 2006年（平成18年）4月 -　早期是正措置を受け、西日本シティ銀行等からの支援を受ける。
- 2007年（平成19年）
  - 7月 - セブン銀行とのATM利用提携開始。
  - 5月8日 - 第3次オンラインサービス開始。
- 2012年（平成24年）4月 - ローソン・ATM・ネットワークスとのATM利用提携開始。

## 歴代頭取・社長

### 歴代社長
| 代 | 氏名     | 期間                | 備考                           |
| -- | -------- | ------------------- | ------------------------------ |
| 1  | 後藤義隆 | 1949年10月 - 1953年 | 大豊殖産無尽社長               |
| 2  | 赤松敏明 | 1953年 - 1966年     | 豊和相互銀行社長               |
| 3  | 池田平治 | 1966年 - 1982年     | 豊和相互銀行社長               |
| 4  | 吉原義男 | 1982年 - 1984年     | 豊和相互銀行社長               |
| 5  | 大島信三 | 1984年 - 1989年     | 豊和相互銀行社長・豊和銀行頭取 |

### 歴代頭取
| 代 | 氏名       | 期間            | 備考                           |
| -- | ---------- | --------------- | ------------------------------ |
| 1  | 大島信三   | 1989年 - 1991年 | 豊和相互銀行社長・豊和銀行頭取 |
| 2  | 日小田正和 | 1991年 - 1994年 |                                |
| 3  | 大島信三   | 1994年 -1997年  | 豊和銀行会長兼頭取             |
| 4  | 伊達嗣郎   | 1997年 -2005年  |                                |
| 5  | 水田敬明   | 2005年 -2006年  |                                |
| 6  | 梛原憲治   | 2006年 -2009年  |                                |
| 7  | 安藤英徳   | 2009年 -2012年  |                                |
| 8  | 権藤淳     | 2012年 -        |                                |